# Magyarország a 2015-ös fedett pályás atlétikai Európa-bajnokságon
Magyarország a csehországi Prágában megrendezett 2015-ös fedett pályás atlétikai Európa-bajnokság egyik részt vevő nemzete volt. Az ország a versenyen 12 sportolóval képviseltette magát.

## Érmesek
| Érem  | Versenyző    | Versenyszám   | Dátum      |
| ----- | ------------ | ------------- | ---------- |
| Arany | Márton Anita | Női súlylökés | március 7. |

## Eredmények

### Férfi
| Versenyző   | Versenyszám  | Előfutam | Előfutam | Előfutam | Elődöntő | Elődöntő | Elődöntő | Döntő   | Döntő    |
| Versenyző   | Versenyszám  | Idő      | Hely.    | Össz.    | Idő      | Hely.    | Össz.    | Idő     | Helyezés |
| ----------- | ------------ | -------- | -------- | -------- | -------- | -------- | -------- | ------- | -------- |
| Sipos János | Férfi 60 m   | 6,73     | 6.       | 25.      | kiesett  | kiesett  | kiesett  | kiesett | kiesett  |
| Kazi Tamás  | Férfi 1500 m | 3:48,08  | 3.       | 15.      |          |          |          | kiesett | kiesett  |
| Baji Balázs | 60 m gát     | 7,64     | 3.       | 5.       | 7,65     | 4.       | 7.       | 7,65    | 7.       |
| Kiss Dániel | 60 m gát     | 7,86     | 6.       | 21.      | kiesett  | kiesett  | kiesett  | kiesett | kiesett  |
| Szűcs Valdó | 60 m gát     | 7,97     | 7.       | 24.      | kiesett  | kiesett  | kiesett  | kiesett | kiesett  |

| Versenyző    | Versenyszám | Selejtező | Selejtező | Döntő    | Döntő    |
| Versenyző    | Versenyszám | Eredmény  | Helyezés  | Eredmény | Helyezés |
| ------------ | ----------- | --------- | --------- | -------- | -------- |
| Bakosi Péter | Magasugrás  | 214 cm    | 25.       | kiesett  | kiesett  |

### Női
| Versenyző         | Versenyszám | Előfutam | Előfutam | Előfutam | Elődöntő | Elődöntő | Elődöntő | Döntő   | Döntő    |
| Versenyző         | Versenyszám | Idő      | Hely.    | Össz.    | Idő      | Hely.    | Össz.    | Idő     | Helyezés |
| ----------------- | ----------- | -------- | -------- | -------- | -------- | -------- | -------- | ------- | -------- |
| Nguyen Anasztázia | Női 60 m    | 7,33     | 5.       | 18.      | 7,39     | 8.       | 22.      | kiesett | kiesett  |
| Kaptur Éva        | Női 60 m    | 7,46     | 5.       | 26.      | kiesett  | kiesett  | kiesett  | kiesett | kiesett  |

| Versenyző     | Versenyszám | Selejtező | Selejtező | Döntő    | Döntő    |
| Versenyző     | Versenyszám | Eredmény  | Helyezés  | Eredmény | Helyezés |
| ------------- | ----------- | --------- | --------- | -------- | -------- |
| Szabó Barbara | Magasugrás  | 191 cm    | 8.        | 185 cm   | 8.       |
| Márton Anita  | Súlylökés   | 18,44 m   | 1.        | 19,23 m  |          |

| Versenyző      | Versenyszám | 60 m gát      | 60 m gát      | Magasugrás    | Magasugrás    | Súlylökés     | Súlylökés     | Távolugrás    | Távolugrás    | 800 m         | 800 m         | Végeredmény   | Végeredmény   |
| Versenyző      | Versenyszám | Idő           | Pont          | Eredmény      | Pont          | Eredmény      | Pont          | Eredmény      | Pont          | Idő           | Pont          | Pont          | Helyezés      |
| -------------- | ----------- | ------------- | ------------- | ------------- | ------------- | ------------- | ------------- | ------------- | ------------- | ------------- | ------------- | ------------- | ------------- |
| Farkas Györgyi | Ötpróba     | 8,45          | 1028          | 177 cm        | 941           | 14,20 m       | 807           | 610 cm        | 880           | 2:13,91       | 908           | 4564          | 6.            |
| Krizsán Xénia  | Ötpróba     | Nem indult el | Nem indult el | Nem indult el | Nem indult el | Nem indult el | Nem indult el | Nem indult el | Nem indult el | Nem indult el | Nem indult el | Nem indult el | Nem indult el |